# روز دکتر
روز دکتر یکی از قسمت‌های ویژه سریال علمی تخیلی دکتر هو است که توسط شبکه بی‌بی‌سی وان در تاریخ ۲۳ نوامبر ۲۰۱۳ در دو قالب دو بعدی و سه بعدی پخش شد. نویسنده این قسمت استیون موفات است. این قسمت تا به حال در ۹۶ کشور پخش شده است.
|                                                                         |  |  |
| دیوید تننت و بیلی پایپر به نظر می رسد که در ۵۰ امین سالگرد بازگشته اند. |  |  |